# George Adams (Fußballspieler, 1947)
George Robert Adams (* 28. September 1947 in Shoreditch) ist ein ehemaliger englischer Fußballspieler.

## Karriere
Adams rückte zur Saison 1965/66 in den Profibereich des FC Chelsea auf, blieb dort aber auf Einsätze im Reservebereich beschränkt. Im Juli 1966 wurde er von Trainer Gordon Clark in die Football League Third Division zu Peterborough United gelotst. Dort gab der Mittelfeldspieler im September 1966 im League Cup gegen Northampton Town (Endstand 0:2) sein Pflichtspieldebüt, in der Folge kam er aber nicht über die Rolle als Ergänzungsspieler hinaus und nur sporadisch zu Einsätzen. Eine dazu bekannte Anekdote bei Peterborough berichtet von der Frage Adams’ an Trainer Clark, weshalb er im Reserveteam spielen müsse, worauf dieser ihm trocken antwortete, „weil keine A'-Mannschaft (übliche Bezeichnung für eine dritte Mannschaft) bestehen würde“. Nachdem Clark in der Frühphase der Saison 1967/68 zurückgetreten war, erhielt Adams auch unter dessen Nachfolger Norman Rigby nur wenig Einsatzzeit. Die Saison 1967/68 war dabei sportlich ohnehin bedeutungslos, da Peterborough wegen illegaler Zahlungen an Spieler bereits im November 1967 zum Zwangsabstieg in die Fourth Division verurteilt worden war.
Adams erhielt nach insgesamt 19 Pflichtspielen in zwei Spielzeiten keinen neuen Vertrag mehr und setzte seine Laufbahn in der Southern Football League fort, in der er in den folgenden Jahren für Brentwood Town, Corby Town, Ramsgate Athletic, Woodford Town und Bexley United auflief.